# Wiehoff
Die Wiehoff ist mit 8,7 km Fließstrecke der längste sowie ein östlicher und linker Zufluss der Ems. Sie fließt innerhalb des Naturparks Habichtswald im Landkreis Kassel und Schwalm-Eder-Kreis, Nordhessen (Deutschland).

## Name
Der Flussname erscheint erstmals schriftlich im Jahr 1580 als Wiehofft. Vermutlich entstand der Name aus dem Ortsnamen Wichdorf.

## Verlauf
Die Wiehoff entspringt auf der Westflanke der Langenberge. Ihre Quelle liegt am südlichen Ortsrand von Elmshagen, dem südlichsten Ortsteil der Gemeinde Schauenburg, in landwirtschaftlich genutztem Gebiet auf rund 398 m ü. NHN.
Anfangs fließt die Wiehoff nach Süden durch ein von bewaldeten Bergen gesäumtes Tal, wie dem Falkenstein (mit der Burgruine Falkenstein), der Altenburg (450,7 m; mit der Altenburg) und dem Emser Berg (446,5 m) im Westen und dem Steinberg (418,9 m), dem Sengelsberg (449 m) und Niedensteiner Kopf (475 m) im Osten. Darin nimmt sie zuerst – an einer gemeinsamen Zuflussstelle – den Bach vom Götzenberg und den Bach vom Essigberg auf. Kurz darauf mündet der Schwosbach ein. Dann erreicht der Bach die Kernstadt von Niedenstein, wo am Ortseingang der Reichenbach und etwas unterhalb davon der Bach bei Niedenstein einmünden. Etwas unterhalb davon durchfließt er den Niedensteiner Stadtteil Wichdorf, wo der Bach vom Emser Berg zufließt.
Danach biegt die Wiehoff nach ihrer um die Wüstung Hausen verlaufenden Ostschleife nach Westen ab und fließt dann südöstlich von Merxhausen und nordnordwestlich von Kirchberg in das Waldgebiet Buchlücke ein. Darin mündet sie auf rund 209 m Höhe etwa 250 m nördlich der ehemaligen Weißenthalsmühle in den dort von Nordnordwesten heran fließenden Eder-Zufluss Ems.

## Naturräumliche Zuordnung
Die Wiehoff entspringt in der zur naturräumlichen Haupteinheitengruppe Westhessisches Berg- und Senkenland (Nr. 34) und zur Haupteinheit Habichtswälder Bergland (342) gehörenden Untereinheit Hinterhabichtswälder Kuppen (342.2). Anschließend fließt sie bis zu ihrer Mündung durch den Naturraum Fritzlarer Börde (343.23), der in der Haupteinheit Westhessische Senke (343) zur Untereinheit Hessengau (343.2) zählt.

## Einzugsgebiet und Zuflüsse
Das Einzugsgebiet der Wiehoff ist 15,27 km² groß. Zu ihren Zuflüssen gehören (bachabwärts betrachtet):
| Name                                                                        | Seite  | Länge (km) | Quell-          | Mündungs-       | Mündungsort (Lage)   | Stat. (km) | GKZ        |
| Name                                                                        | Seite  | Länge (km) | höhe (m ü. NHN) | höhe (m ü. NHN) | Mündungsort (Lage)   | Stat. (km) | GKZ        |
| --------------------------------------------------------------------------- | ------ | ---------- | --------------- | --------------- | -------------------- | ---------- | ---------- |
| Bach vom Götzenberg                                                         | rechts | 0,8        | 405             | 353             | Elmshagen (u)        | 8,15       | 428922-112 |
| Bach vom Essigberg                                                          | links  | 1,6        | 435             | 353             | Elmshagen (u)        | 8,15       | 428922-114 |
| Schwosbach                                                                  | links  | 1,2        | 402             | 323             | Niedenstein (i)      | 7,25       | 428922-116 |
| Reichenbach                                                                 | rechts | 1,7        | 370             | 294             | Niedenstein (i)      | 6,10       | 428922-118 |
| Bach bei Niedenstein                                                        | links  | 1,3        | 388             | 292             | Niedenstein (o)      | 6,00       | 428922-192 |
| Bach vom Emser Berg                                                         | rechts | 2,4        | 325             | 260             | Weißenthalsmühle (o) | 4,40       | 428922-92  |
| Abkürzungen (Lage): o = oberhalb vom, i = im, u = unterhalb vom Mündungsort |        |            |                 |                 |                      |            |            |

## Ortschaften
Ortschaften an der Wiehoff sind (flussabwärts betrachtet): 
- Elmshagen (Gemeindeteil von Schauenburg)
- Niedenstein (Kernort der gleichnamigen Stadt)
- Wichdorf (Stadtteil von Niedenstein)